# Иравадијска веверица
Иравадијска веверица (лат. Callosciurus pygerythrus, енгл. Irrawaddy squirrel) је сисар из реда глодара (Rodentia) и породице веверица (Sciuridae).

## Распрострањење
Ареал врсте покрива средњи број држава. Врста је присутна у Кини, Индији, Бангладешу, Бурми и Непалу.

## Станиште
Станишта врсте су шуме и речни екосистеми од 500 до 1.560 метара.

## Угроженост
Ова врста је наведена као последња брига, јер има широко распрострањење и честа је врста.